# Bassano del Grappa
Bassano del Grappa (latinsky Fundus Baxiani podle zakladatele Bassiana) je opevněné město v italské oblasti Benátsko, na úpatí Alp. Město leží na řece Brenta a má 43 127 obyvatel.

## Geografie
Město leží na rozhraní přímořské nížiny a velehor, v rámci jeho katastru je převýšení přes tisíc metrů. Proto je tato oblast vyhledávána vyznavači paraglidingu.

## Historie
O prehistorickém osídlení oblasti svědčí nález meče z druhého tisíciletí př. n. l. První písemná zpráva pochází z roku 988. Od roku 1404 bylo Bassano součástí Benátské republiky. V roce 1796 se odehrála bitva u Bassana, v níž Napoleon Bonaparte porazil rakouská vojska. K těžkým bojům došlo u Bassana také za první světové války: zúčastnil se jich také Ernest Hemingway, který o nich napsal román Sbohem, armádo!.
Do roku 1928 se město jmenovala pouze Bassano, přídomek dostalo podle nedaleké hory Monte Grappa. Z tohoto kraje pochází také pálenka grappa.

## Současnost
Ve městě sídlí oděvní firma Diesel. Známým zdejším produktem je také chřest, který má uznávanou známku původu.

## Pamětihodnosti
- krytý dřevěný pontonový most Ponte degli Alpini z roku 1569, původně Ponte vecchio (Starý most), dnes pojmenovaný podle jednotek alpských myslivců, které se vyznamenaly při obraně města v roce 1917

## Sport
V roce 1985 se na místním velodromu konalo mistrovství světa v dráhové cyklistice. Martin Penc zvítězil v bodovacím závodě jednotlivců a dvojice Vítězslav Vobořil a Roman Řehounek triumfovala naprosto suverénním vítězstvím v závodech tandemů.

## Rodáci
- Domenico Freschi (1634–1710) – barokní hudební skladatel
- Francesco Bassano mladší — malíř
- Jacopo Bassano — malíř
- Leandro Bassano — malíř
- Miki Biasion — automobilový závodník
- Tito Gobbi — operní pěvec
- Francesca Michielin (*1995) – zpěvačka